# Landisaphis davisi
Landisaphis davisi är en insektsart som beskrevs av Frank Hall Knowlton och Ma 1949. Landisaphis davisi ingår i släktet Landisaphis och familjen långrörsbladlöss. Inga underarter finns listade i Catalogue of Life.